# Dulbi
La rivière Dulbi est un cours d'eau d'Alaska, aux États-Unis située dans la région de recensement de Yukon-Koyukuk. C'est un affluent de la rivière Koyukuk elle-même affluent du Yukon.

## Description
Longue de 85 milles (137 km), elle coule en direction du sud-ouest sur 50 milles (80 km) puis du nord-ouest sur 35 milles (56 km) avant de se jeter dans la Koyukuk à 6 milles (10 km) au sud-est de la montagne Roundabout à 18 milles (29 km) de Huslia.
Elle a été référencée pour la première fois par le lieutenant Allen en 1885 sous son nom original Dulbikakat.

## Sources
- (en) « Dulbi », Geographic Names Information System